# 龜山壁虎
龜山壁虎（學名：Gekko guishanicus）是壁虎科壁虎屬的一種。發現地點位於臺灣東北部宜蘭縣頭城鎮的龜山島，為當地的特有種。其种加词“guishanicus”意为“龜山島的”。本種壁虎以往皆誤認為是鉛山壁虎（Gekko hokouensis Pope, 1928）。
本種之發現是基於形態及分子證據報告，利用mtDNA CTB序列的分子緣關係分析，以最大概率法建構臺灣地區與鄰近地區的相近壁虎屬物種，互相比較結果顯示，龜山島採得的壁虎明顯是獨立成群，故將此壁虎訂為壁虎屬的新種。

## 物種特徵
外觀：為一種小型壁虎，身體扁平且窄長形，全長約12.5公分，吻肛長約6公分。體背底色為褐色，上有深褐色橫斑，由頸至肛門的身體背面中央有6道深色窄橫斑，尾部的深色橫斑有6道以上且延伸整個尾部。

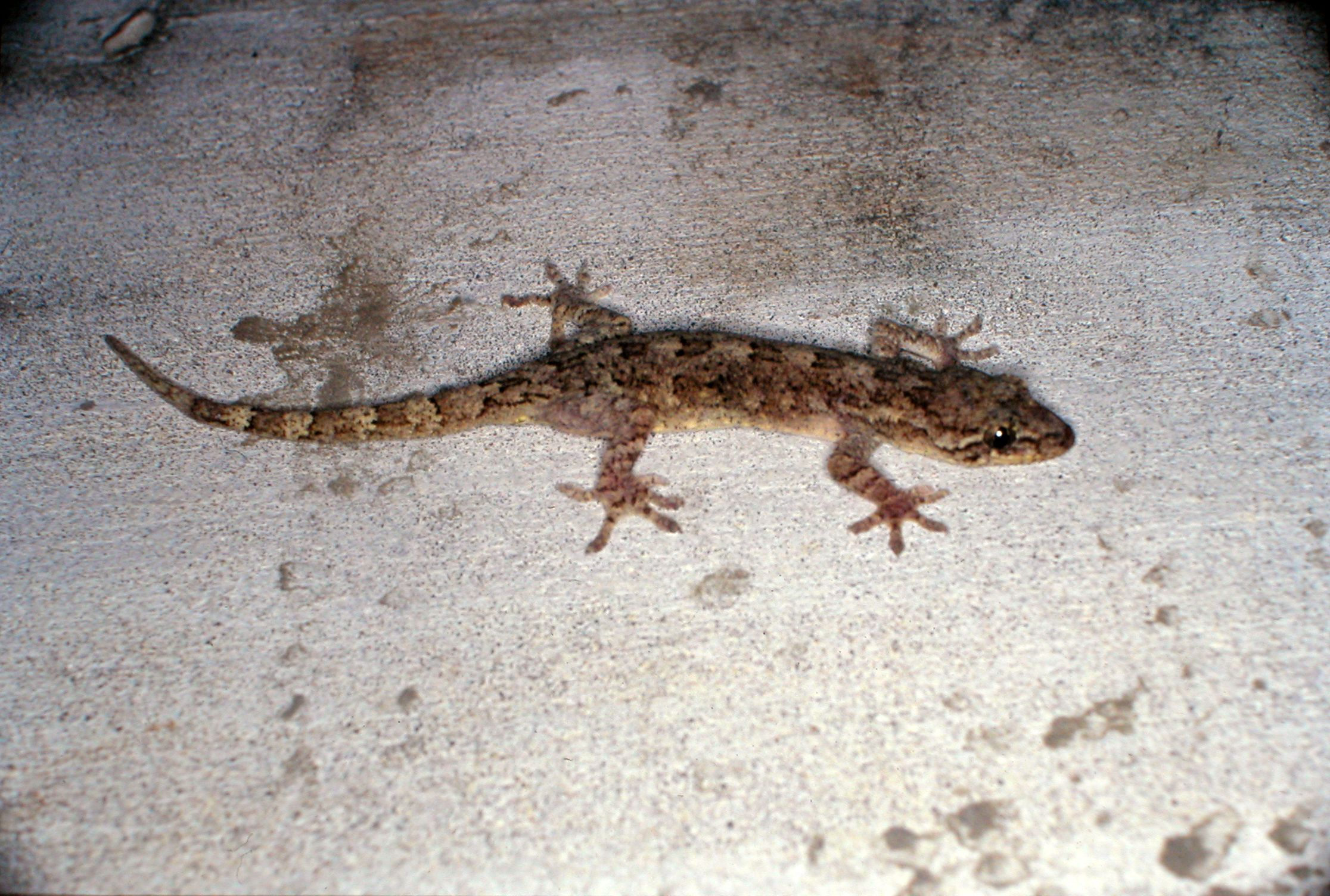
龜山壁虎外觀

特徵細節：長形的後頦鱗一對，其兩側各有3-4片頦下鱗，後頦鱗後方有2-3片大型喉鱗，內側指無爪具8-10片瓣，身體和四肢背面有一致的疣鱗，無特大型疣鱗。

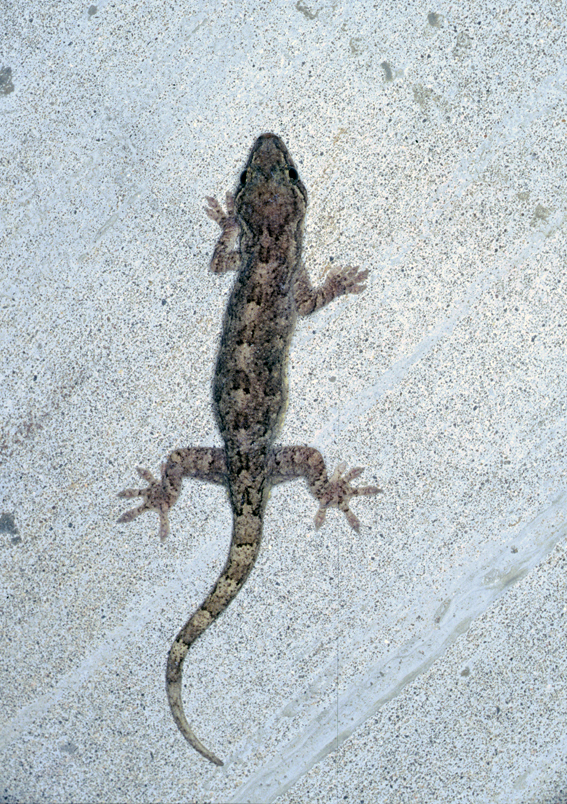
龜山壁虎身體背面有6道深色窄橫斑，尾部的深色橫斑有6道以上。

生殖：為卵生動物，一次產下兩枚相連的卵；雄性有6-8排成一列的肛前孔。

## 分佈與習性

體背底色為褐色，上有深褐色橫斑。

目前僅在臺灣東北部龜山島有發現蹤跡，常見於平地人工建築的牆壁上，如磚造房屋、倉庫和水泥建儲水塔等的牆壁或磚縫間。夜行性動物，在完全日落後才開始活動。